# Kameradorganisationen
Kameradorganisationen, Kameraden, mytomspunnen organisation för krigstida nazister. Organisationen omnämns i Pojkarna från Brasilien och Frederick Forsyths Täcknamn Odessa kan anses omtala denna organisation. Namnet kommer av det tyska ordet Kamerad, som betyder kamrat.